# Rising Down
Rising Down è l'ottavo album discografico in studio del gruppo musicale hip hop statunitense The Roots, pubblicato nel 2008. 

## Tracce
1. The Pow Wow - 1:15
2. Rising Down - 3:40
3. Get Busy - 3:29
4. @15 - 0:51
5. 75 Bars (Black's Reconstruction) - 3:15
6. Becoming Unwritten - 0:36
7. Criminal - 4:08
8. I Will Not Apologize - 4:34
9. I Can't Help It - 4:39
10. Singing Man - 4:07
11. Unwritten - 1:22
12. Lost Desire - 3:58
13. The Show - 3:44
14. Rising Up - 4:23

Bonus track
- Birthday Girl - 4:05
- The Grand Return - 2:24
- Pow Wow 2 - 3:18

## Classifiche
- Billboard 200 - #6